# لويس سواريس
لويس سواريس (بالفرنسية: Luis Soares)‏ هو منافس ألعاب قوى فرنسي، ولد في 24 مارس 1964 في نازاري في البرتغال.

## وصلات خارجية
- لويس سواريس على موقع الاتحاد الدولي لألعاب القوى (الإنجليزية)
- لويس سواريس على موقع أوليمبيديا (الإنجليزية)